# Карасевич Ніна Василівна
Карасе́вич Ні́на Васи́лівна (нар. 29 жовтня 1984, Київ) — українська біатлоністка, чемпіонка Європи (2008; гонка переслідування), бронзова призерка чемпіонату Європи (2008, спринт).